# Křesťanství v Evropě
Křesťanství do Evropy pronikalo postupně. Zatímco christianizace některých evropských lokalit započala v 1. století, jiná evropská území byla christianizována až v 13. století. Christianizace měla různé formy, od dobrovolného přijetí nové víry až po christianizaci vnucenou násilím. Různé proudy křesťanství tvoří většinu věřících ve všech evropských státech, s výjimkou několika balkánských států a států na pomezí Evropy a Asie (např. Turecko, Albánie, Kosovo), kde dominuje islám.
Celkově lze Evropu rozdělit na část, kde dominují protestanti (Velká Británie, Severské země, Estonsko a Nizozemsko), část, kde dominují katolíci (Pyrenejský poloostrov, Francie, Belgie, Itálie, Střední Evropa, Slovinsko, Chorvatsko, Irsko a Litva), a část, kde dominují pravoslavní (Ruská federace, Bělorusko, Ukrajina a Moldavsko, Rumunsko, Bulharsko, Řecko a Srbsko).
Jako oblast bez jednoznačně dominujícího proudu křesťanství lze označit např. Bosnu a Hercegovinu (kde spolu koexistují pravoslaví, katolictví a islám, kopírující národnostní složení země), Švýcarsko a Německo (protestantismus a katolictví), Severní Irsko (protestantismus a katolictví) a Lotyšsko (katolicismus, protestantismus a pravoslaví).
V řadě tradičně křesťanských zemí postupně sílí islám díky imigraci zejména Turků a Arabů z tradičně islámských zemí (zejména Německo, Francie a Benelux), zároveň též dochází k rozsáhlé sekularizaci a nárůstu stoupenců ateismu či lidí bez vyznání (nejvýraznější státy jsou v tomto ohledu Estonsko a Česká republika).